# Metalectra schizospila
Metalectra schizospila là một loài bướm đêm trong họ Erebidae.